# Loenen (Apeldoorn)
Pour les articles homonymes, voir Loenen.

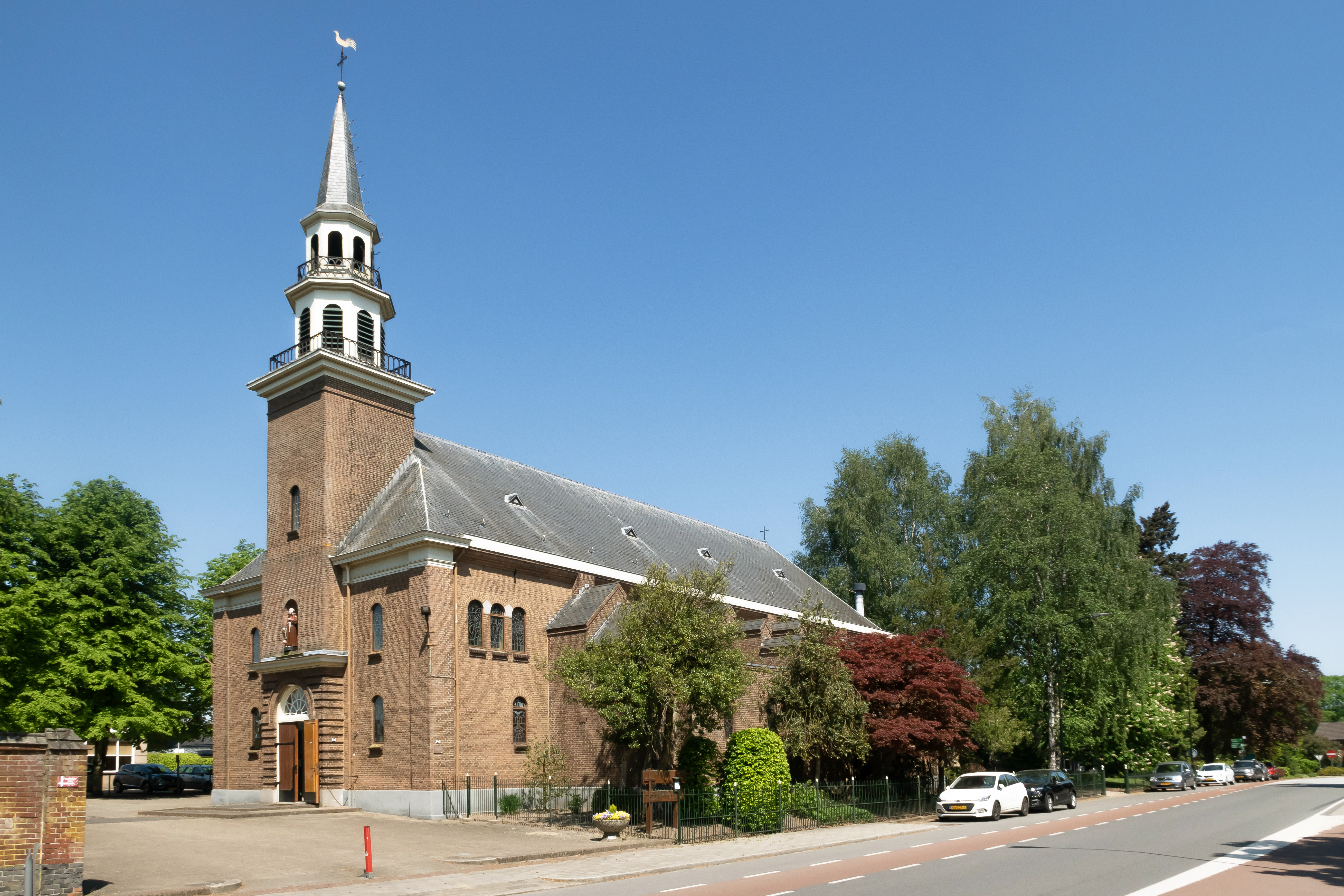
Loenen, l'église catholique

Loenen est un village appartenant à la commune néerlandaise d'Apeldoorn. En 2006, le village comptait 3 170 habitants.